# رونی رومرو
رونی رومرو (به انگلیسی: Ronnie Romero) (زاده ۲۰ نوامبر ۱۹۸۱) خواننده، ترانه‌سرا و موسیقی‌دان شیلیایی است.
او عضو گروه اینتلجنت میوزیک پروجکت است.